# Джиммі Коннорс
Джеймс Скотт «Джиммі» Коннорс (англ. James Scott "Jimmy" Connors, 2 вересня 1952) — американський тенісист, колишня перша ракетка світу, один із найкращих тенісистів в історії тенісу.
Коннорс виграв вісім турнірів Великого шолома в одичночному розряді й два в парному разом із Іліє Настасе. Сім разів він програвав у фіналі одиночних турнірів, один раз у фіналі парного турніру з Іліє Настасе й один раз у фіналі міксту з Кріс Еверт. Він був першою ракеткою світу впродовж 160 тижнів поспіль з 29 липня 1974 по 22 серпня 1977, а загалом він очолював світовий рейтинг упродовж 268 тижнів.
1974-го Коннорс став другим гравцем в історії відкритої ери, що зумів виграти три турніри Великого шолома в чоловічому одиночному розряді в одному році. Першим був Род Лейвер, потім таке вдавалося Матсу Віландеру, Роджеру Федереру, Рафаелю Надалю й Новаку Джоковичу. Коннорс — єдина людина, яка вигравала Відкритий чемпіонат США на траві, ґрунті й харді.
Коннорс виграв 109 турнірів ATP, що є рекордом, це на 15 більше, ніж Іван Лендл, на 30 більше, ніж Джон Макінрой. Співвідношення виграшів та програшів у нього 1243—277 (81.77 %), що є третім показником після Бйорна Борга (82.7 %) та Івана Лендла (81.8 %). Коннорс виграв три підсумкові річні турніри, та 17 титулів серії гран-прі, що розігрувалася з 1970 по 1989.

## Загальна статистика

### Досягнення в одиночних змаганнях
| W | Ф | ПФ | ЧФ | #Р | КТ | К# | DNQ | A | NH |

| Турніри Великого шолома                |     |     |     |     |     |      |      |      |      |      |      |      |      |      |      |      |      |     |      |     |     |     |     |     |             |             |             |
| Відкритий чемпіонат Австралії з тенісу |     |     |     |     |     | 1974 | Ф    |      |      |      |      |      |      |      |      |      |      | NH  |      |     |     |     |     |     | 1 / 2       | 11–1        | 91.67       |
| Відкритий чемпіонат Франції з тенісу   |     |     |     | 2р  | 1р  |      |      |      |      |      | ПФ   | ПФ   | ЧФ   | ЧФ   | ЧФ   | ПФ   | ПФ   |     | ЧФ   |     | 2р  |     | 3р  | 1р  | 0 / 13      | 40–13       | 75.47       |
| Вімблдонський турнір                   |     |     |     | ЧФ  | ЧФ  | 1974 | Ф    | ЧФ   | Ф    | Ф    | ПФ   | ПФ   | ПФ   | 1982 | 4р   | Ф    | ПФ   | 1р  | ПФ   | 4р  | 2р  |     | 3р  | 1р  | 2 / 20      | 84–18       | 82.35       |
| Відкритий чемпіонат США з тенісу       | LQ  | 1р  | 2р  | 1р  | ЧФ  | 1974 | Ф    | 1976 | Ф    | 1978 | ПФ   | ПФ   | ПФ   | 1982 | 1983 | ПФ   | ПФ   | 3р  | ПФ   | ЧФ  | ЧФ  |     | ПФ  | 2р  | 5 / 22      | 98–17       | 85.22       |
| В-П                                    | 0–0 | 0–1 | 1–1 | 5–3 | 8–3 | 20–0 | 17–3 | 11–1 | 12–2 | 13–1 | 15–3 | 15–3 | 14–3 | 18–1 | 14–2 | 16–3 | 15–3 | 2–2 | 14–3 | 7–2 | 6–3 | 0–0 | 9–3 | 1–3 | 8 / 57      | 233–49      | 82.62       |
| Чемпіонати закінчення сезону           |     |     |     |     |     |      |      |      |      |      |      |      |      |      |      |      |      |     |      |     |     |     |     |     |             |             |             |
| Фінал ATP                              |     |     |     | ПФ  | ПФ  |      |      |      | П    | RR   | ПФ   | ПФ   | RR   | ПФ   | ПФ   | ПФ   |      |     | RR   |     |     |     |     |     | 1 / 11      | 18–17       | 51.43       |
| Фінали WCT                             |     |     |     |     |     |      |      |      | П    |      | RR   | П    |      |      |      | Ф    | ПФ   |     |      |     |     |     |     |     | 2 / 5       | 10–3        | 76.92       |
| В-П                                    |     |     |     | 2–2 | 2–2 |      |      |      | 7–1  | 1–1  | 3–3  | 6–1  | 1–2  | 1–1  | 1–1  | 3–2  | 1–1  |     | 0–3  |     |     |     |     |     | 3 / 16      | 28–20       | 58.33       |
| Рейтинг                                |     |     |     |     | 3   | 1    | 1    | 1    | 1    | 1    | 2    | 3    | 3    | 2    | 3    | 2    | 4    | 8   | 4    | 7   | 14  | 936 | 49  | 84  | $ 8,641,040 | $ 8,641,040 | $ 8,641,040 |

- 1977 року Відкритий чемпіонат Австралії відбувся двічі - в січні та грудні. Коннорс не брав участі в цих турнірах.

### Рекорди
| Проміжок часу                         | Вибрані рекорди на турнірах Великого шлему                                  | З ким ділить |
| ------------------------------------- | --------------------------------------------------------------------------- | ------------ |
| 1974                                  | 100% (20–0) відсоток виграних матчів за 1 сезон                             | Род Лейвер   |
| Вімблдон 1972 — Вімблдон 1991         | 107 виграних матчів на траві                                                | Одноосібно   |
| 1974–1985                             | 12 сезонів поспіль з відсотком виграних матчів понад 80%                    | Одноосібно   |
| Відкритий чемпіонат США з тенісу 1974 | Найкоротший фінал (за тривалістю та кількістю геймів) проти Кена Роузволла. | Одноосібно   |

| Турніри Великого шлему                 | Проміжок часу                           | Рекорди на окремих турнірах Великого шлему | З ким ділить                                          | Пос.  |
| -------------------------------------- | --------------------------------------- | ------------------------------------------ | ----------------------------------------------------- | ----- |
| Відкритий чемпіонат Австралії з тенісу | 1974                                    | Здобув титул з першої спроби               | Роско Теннер Вітас Ґерулайтіс Йохан Крік Андре Агассі |       |
| Відкритий чемпіонат США з тенісу       | 1974–1983                               | загалом 5 титулів                          | Піт Сампрас Роджер Федерер                            | [ 3 ] |
| Відкритий чемпіонат США з тенісу       | 1974 (трава) 1976 (ґрунт) 1978 (тверде) | 3 титули на 3-х різних покриттях           | Одноосібно                                            | [ 4 ] |
| Відкритий чемпіонат США з тенісу       | 1974–1985                               | 12 півфіналів поспіль                      | Одноосібно                                            | [ 5 ] |
| Відкритий чемпіонат США з тенісу       | 1974–1991                               | 14 півфіналів                              | Одноосібно                                            |       |
| Відкритий чемпіонат США з тенісу       | 1973–1985                               | 13 чвертьфіналів поспіль                   | Одноосібно                                            |       |
| Відкритий чемпіонат США з тенісу       | 1973–1991                               | 17 чвертьфіналів                           | Одноосібно                                            |       |
| Відкритий чемпіонат США з тенісу       | 1971–1992                               | 98 виграних матчів                         | Одноосібно                                            | [ 5 ] |
| Відкритий чемпіонат США з тенісу       | 1970–1992                               | 115 зіграних матчів                        | Одноосібно                                            | [ 5 ] |
| Відкритий чемпіонат США з тенісу       | 1970–1992                               | 22 зіграні турніри                         | Одноосібно                                            | [ 5 ] |

| Проміжок часу | Інші вибрані рекорди                                         | З ким ділить                          |
| ------------- | ------------------------------------------------------------ | ------------------------------------- |
| 1972–1989     | 109 титулів за кар'єру                                       | Одноосібно                            |
| 1972–1989     | 48 титулів WCT                                               | Одноосібно                            |
| 1971–1989     | 164 фіналів за кар'єру                                       | Одноосібно                            |
| 1970–1995     | 1274 виграних за кар'єру матчів                              | Одноосібно                            |
| 1970–1996     | 1557 зіграних за кар'єру матчів                              | Одноосібно                            |
| 1973          | 9 титулів на твердому покритті за 1 сезон                    | Роджер Федерер                        |
| 1974          | 4 титули на траві за 1 сезон                                 | Одноосібно                            |
| 1972–1989     | 53 титули в приміщенні за кар'єру                            | Одноосібно                            |
| 1972–1989     | 79 фінали в приміщенні за кар'єру                            | Одноосібно                            |
| 1972–1984     | 45 титулів на килимі                                         | Одноосібно                            |
| 1970–1993     | 486 виграних у приміщенні матчів                             | Одноосібно                            |
| 1970–1991     | 392 виграних на килимі матчів                                | Одноосібно                            |
| 1973–1984     | 12 років поспіль з відсотком перемог у матчах понад 80%      | Одноосібно                            |
| 1972–1980     | 9 років поспіль з понад 5-ма здобутими титулами              | Одноосібно                            |
| 1972–1984     | 13 поспіль років з понад 4-ма здобутими титулами             | Одноосібно                            |
| 1973–1978     | 4 роки з понад 10-ма здобутими титулами                      | Іван Лендл                            |
| 1974–1975     | 2 серії з понад 35-ма виграними матчами                      | Б'єрн Борг Роджер Федерер             |
| 1974          | 44 виграні поспіль сети                                      | Одноосібно                            |
| 1975–1978     | 3 календарні сезони від початку до кінця в ранзі 1-ї ракетки | Роджер Федерер                        |
| 1973–1984     | Завершив 12 поспіль сезонів у першій трійці рейтингу         | Одноосібно                            |
| 1973–1986     | 651 тиждень поспіль у першій четвірці рейтингу               | Одноосібно                            |
| 1973–1986     | 659 тижнів поспіль у першій п'ятірці рейтингу                | Одноосібно                            |
| 1976–1980     | 4 титули U.S. Pro Indoor в одиночному розряді                | Род Лейвер Джон Макінрой Піт Сампрас  |
| 1973–1984     | 4 титули Los Angeles Open в одиночному розряді               | Андре Агассі Рой Емерсон Френк Паркер |

## Нотатки
1. ↑  Матч тривав  1 годину 18 хвилин і складався з 20 геймів[2]